# Юзеф Бухбіндер
Юзеф Бухбіндер (17 грудня 1839, Морди — 14 травня 1909, Варшава) — польський художник і графік єврейського походження.

## Біографія

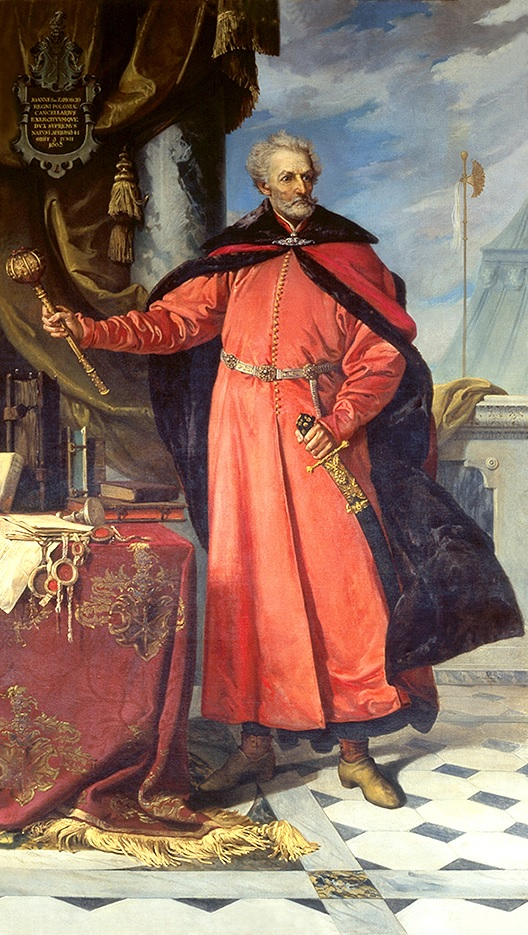
Великий гетьман Ян Замойський (1890)

Народився в єврейській родині, у дитинстві допомагав батькові малювати та реставрувати картини. Закінчив гімназію в школі св. Бернарда в Лукові.
Завдяки допомозі Бернардинського абатства Бухбіндер знайшов житло у варшавському монастирі капуцинів і розпочав навчання у Варшавській академії образотворчого мистецтва під керівництвом Рафала Гадзевича та Яна Ксаверія Канєвського. У 1857 р. охрещений як католик у Морді.
З 1862 року навчався в Королівській академії мистецтв у Дрездені у Юліуса Гюбнера та Карла Ґотліба Пешеля. Бухбіндер продовжив навчання з 2 лютого 1863 року в Королівській академії мистецтв у Мюнхені під керівництвом Германа Аншюца. З 1863 по 1868 рік він навчався в Академії святого Луки в Римі, де перебував під впливом групи художників-назарян.
Копіював картини епохи Відродження, зокрема «Мадонну ді Фоліньо» Рафаеля, і малював релігійні композиції на замовлення римського духовенства.
У 1870 році оселився у Варшаві. Малював численні, переважно великоформатні вівтарні образи для костелів по всій Польщі, реставрував церковні розписи та портрети. З 1879 по 1885 рік він був завідувачем художнього відділу щотижневої газети «Tygodnik Illustrowany», для якої створив сотні ілюстрацій, переважно портретів сучасних особистостей.